# Малиновка (Ланьковский сельсовет)
Мали́новка (бел. Малінаўка) — деревня в составе Ланьковского сельсовета Белыничского района Могилёвской области Республики Беларусь.

## Население
- 2010 год — 29 человек